# Zootopia+
Zootopia+ is een Amerikaanse anthologieserie bestaande uit zes verschillende korte verhalen over verschillende personages tijdens gebeurtenissen uit de film Zootopia uit 2016, geproduceerd door Walt Disney Animation Studios en gedistribueerd door Walt Disney Motion Pictures.
De televisieserie verscheen op 9 november 2022 op Disney+.

## Rolverdeling
| Aflevering                          | Personage                      | Engelse stem                     | Nederlandse stem       |
| ----------------------------------- | ------------------------------ | -------------------------------- | ---------------------- |
| Hopp on Board                       | Bonnie Hopps (moeder van Judy) | Bonnie Hunt                      | Hilke Bierman-van Aken |
| Hopp on Board                       | Stu Hopps (vader van Judy)     | Don Lake                         | Finn Poncin            |
| Hopp on Board                       | Yax                            | John Lavelle                     | Stephan Holwerda       |
| Hopp on Board                       | Molly Hopps                    | Katie Lowes                      | Desi van Doeveren      |
| The Real Rodents of Little Rodentia | Fru Fru                        | Leah Latham                      | Fleur van de Water     |
| The Real Rodents of Little Rodentia | Tru Tru                        | Michelle Buteau                  | Carolina Dijkhuizen    |
| The Real Rodents of Little Rodentia | Christine                      | Porsha Willimas                  | Desi van Doeveren      |
| The Real Rodents of Little Rodentia | Charisma                       | Crystal Kung Minkoff             | Gaia Aikman            |
| The Real Rodents of Little Rodentia | Brianca                        | Katie Lowes                      | Jeske van de Staak     |
| Duke the Musical                    | Duke Weaselton                 | Alan Tudyk                       | Joey Schalker-Willems  |
| The Godfather of the Bride          | Mr. Big                        | Maurice LaMarche                 | Sander de Heer         |
| The Godfather of the Bride          | Rhino Boss (Morty)             | Imari Williams                   | Rutger Le Poole        |
| So You Think You Can Prance         | Clawhauser                     | Nate Torrence                    | Jelle Amersfoort       |
| So You Think You Can Prance         | Chief Bogo (Commissaris Bogo)  | Idris Elba                       | Simon Zwiers           |
| So You Think You Can Prance         | Gazelle                        | Shakira / Allison Trujilo Storng | Desi van Doeveren      |
| Dinner Rush                         | Sam                            | Charlotte Nicdao                 | Ruta van Hoof          |
| Dinner Rush                         | Flash                          | Raymond S. Persi                 | Erik van der Horst     |
| Dinner Rush                         | Priscilla                      | Kristen Bell                     | Nine Meijer            |
| Dinner Rush                         | Gerald Cook                    | John Lavelle                     | Wiebe-Pier Cnossen     |
| Dinner Rush                         | Bucky Oryx-Antlerson           | Byron Howard                     | Seb van den Berg       |
| Dinner Rush                         | Pronk Oryx-Antlerson           | Jared Bush                       | Daan van Rijssel       |

 In de afleveringen worden archief opnames gebruikt van Ginnifer Goodwin als Judy Hopps en Jason Bateman als Nick Wilde. De overige stemmen in de originele stemmen worden ingesproken door: John Lavelle, Katie Lowes, Brittany Morgan, Angel Parker, Joey Lawrence, Rose Portillo en Imari Williams. 

 De Nederlandse nasynchronisatie is geregisseerd door Stephan Holwerda. Leonoor Koster en Alexander de Bruijn spraken voor de serie opnieuw de stemmen in voor Judy Hopps en Nick Wilde. Overige stemmen zijn ingesproken door Sander de Heer, Sanne Bosman, Hymke de Vries, Stephan Holwerda en Oscar Siegelaar. 

## Afleveringen
| Nr. | Titel                                                              | Regisseur                      | Schrijver(s)                                                                         | Releasedatum    |
| --- | ------------------------------------------------------------------ | ------------------------------ | ------------------------------------------------------------------------------------ | --------------- |
| 1   | Hopp on Board / Hups aan boord                                     | Trent Correy en Josie Trinidad | Trent Correy, Michael Herrera, Josie Trinidad, Tom Owens, Jeff Snow en Jeremy Spears | 9 november 2022 |
| 2   | The Real Rodents of Little Rodentia / De dames uit Klein Knaagdorp | Trent Correy en Josie Trinidad | Trent Correy, Michael Herrera en Josie Trinidad                                      | 9 november 2022 |
| 3   | Duke the Musical / Duke: de musical                                | Trent Correy en Josie Trinidad | Trent Correy, Michael Herrera en Josie Trinidad                                      | 9 november 2022 |
| 4   | The Godfather of the Bride / De peetvader van de bruid             | Trent Correy en Josie Trinidad | Trent Correy, Michael Herrera en Josie Trinidad                                      | 9 november 2022 |
| 5   | So You Think You Can Prance                                        | Trent Correy en Josie Trinidad | Trent Correy, Michael Herrera en Josie Trinidad                                      | 9 november 2022 |
| 6   | Dinner Rush / Haastdinertje                                        | Trent Correy en Josie Trinidad | Trent Correy, Michael Herrera en Josie Trinidad                                      | 9 november 2022 |